# 林遂
林遂（15世紀—16世紀），字元成，福建福寧直隸州人，明朝政治人物。

## 生平
林遂個性簡易，是弘治十四年（1504年）福建鄉試第七十五名舉人，先任安吉教諭，以身作則教導士子，調任象山，再改任松陽，不立規矩，視諸生為子弟，到正德九年（1514年）成進士，獲授南京大理寺評事，陞大理寺寺正，嘉靖初年上陳九事：「恆敬心、遠邪佞、容戅直、公是非、重守令、擇風憲、謹刑罰、修武備、革弊俗」獲嘉靖帝嘉納，不久擢官湖廣按察司僉事。
在湖廣他以太和山香價賑濟襄陽、沔陽饑民，救活百餘萬人，又停止鄖陽督辦運務弊政和郴州永州老女不嫁惡習，嘉靖五年（1526年）再晉四川按察司副使，平定酉陽亂事，婉拒送贈金甌，人民為他建立「卻金亭」；荒年命各府縣修建學校，有人認為不應該，他說：「這是范仲淹遺意。」後來麥子成長數尺，巡撫打算稱瑞入賀，他認為大寒之後必有陽春，不在賀表署名，到嘉靖十一年（1532年）陞貴州右參政後致仕，回鄉後他家中沒有多餘資產，服食清淡，著有《石壁集》，入祀鄉賢祠，兒子林應鴻任職始興縣教諭，也有廉介名聲。

## 引用
1. 1 2  光緒《福寧府志·卷二十一·人物志》：林遂，字元成，父韜字崇文傳臚人，以貢任廣平訓導，却贄助葬，未四十致仕歸。遂以鄉舉歷安吉、象山、松陽教諭，正德甲戌進士，授南京大理寺，嘉靖初陳九事，曰：恆敬心、遠邪佞、容戅直、公是非、重守令、擇風憲、謹刑罰、修武備、革弊俗，帝嘉納之。擢湖廣按察僉事，以太和山香價賑襄沔饑民，全活百餘萬人，先是鄖陽之人苦於部運，郴永之女老而不嫁，公除其弊俗；晉四川副使，平酉陽之亂，有贈以金甌者𨚫之，民為𨚫金亭，歲饑檄郡縣各修學校，或謂不可，曰：「此范文正遺意也。」後麥大熟長數尺，巡撫將以瑞進賀，遂謂大寒之後必有陽春，獨不署名，陞貴州參政致仕。家居囊無餘貲，服食簡淡，至脫冠帔以給饘粥，著有《石壁集》，祀鄉賢，子應鴻始興諭，亦以廉介稱。
2. ↑  同治《安吉縣志·卷十一·名宦》：林遂，福甯人，舉人，《備志》（云）宏治十三年教諭，以身立教，士習丕變，後登進士，官至四川參政。
3. ↑  光緒《松陽縣志》·卷七·官秩志：林遂，福甯人，正德間署教事，率性簡易，不立町畦，視諸生若子弟，囊篋皆付就業人掌之，踰年春試登第。
4. ↑  光緒《福寧府志·卷十八·選舉志》：進士……明……正德九年甲戌科唐皋榜 林遂 字元成，有傳，霞浦人……舉人……明……宏治十四年辛酉科……林遂 見進士
5. ↑  《明世宗肅皇帝實錄·卷七》：（正德十六年十月丙申）調湖廣按察司副使王綖于河南，大理寺寺正林遂為湖廣按察司僉事。
6. ↑  《明世宗肅皇帝實錄·卷七十》：（嘉靖五年十一月壬辰）陞湖廣按察司僉事林遂為四川按察司副使。
7. ↑  《明世宗肅皇帝實錄·一百三十八》：（嘉靖十一年五月庚戌）陞四川按察司副使林遂為貴州布政使司右參政。